# Chesterfield Inlet
El Chesterfield Inlet es un entrante marino localizado en la costa noroeste de la bahía de Hudson, cuyas aguas y riberas pertenecen a la región de Kivalliq del Territorio Autónomo de Nunavut, en Canadá. 
Este brazo, de forma bastante irregular con varios ensanchamientos, quiebros e islas que casi lo bloquean, se adentra en el continente en dirección noroeste y conecta finalmente con el gran lago Baker, en el que desaguan los ríos Thelon y Kazan. La conexión entre ambos cuerpos de agua se realiza a través de una red de canales e islas, con importantes ensanchamientos como la bahía Cross (unos 30 km de anchura). En el Chesterfield Inlet hay varias islas situadas tanto en su interior como en la boca (siendo las más grandes las islas Big, Rockhouse y Hanbury).
La aldea inuit del mismo nombre, Chesterfield Inlet (332 hab. en 2006), situada cerca de su boca, dispone de un pequeño aeropuerto. En épocas anteriores, la zona estuvo habitada por el pueblo aivilingmiut y el qaernermiut.
El mar permanece congelado, como en toda la región, durante gran parte del año.

## Historia
El primer occidental del que se tiene cosntancia que navegó frente a sus aguas, sin adentrarse en él, fue el inglés Thomas Button en 1613, en el viaje de regreso de una expedición con dos barcos (el HMS Resolution y el HMS Discovery) que había zarpado de Inglaterra el año anterior e iba a la búsqueda de Henry Hudson, abandonado en la bahía que ahora le honra en 1611 por su propia tripulación.
El entrante fue nombrado en 1749 en honor de Philip Dormer Stanhope, 4º conde de Chesterfield (1694-1773), que había sido Secretario de Estado (1746-48) y es el conocido autor de las Chesterfield's Letters y otras obras. Según la NWT Language Bureau, el nombre tradicional inuktituk para esta entrada es Igluligaarjuk, que significa «lugar con pocas casas».
Desde mediados de 1800 hasta el comienzo del siglo XX, los balleneros visitaron la zona con bastante regularidad, hibernando en él. Contaban con inuit locales para cazar para ellos y con hombres para sus botes balleneros.
En el asentamiento de Chesterfield Inlet los inuit se reunían para buscar empleo o comerciar. Hasta la década de 1950 la comunidad fue un importante centro del North of Churchill (Manitoba). Fue el centro principal de suministro de la Compañía de la Bahía de Hudson para otros puestos en la zona. También fue el sitio de los mayores cuarteles de la Real Policía Montada de Canadá y la mayor misión católica en el Ártico oriental, así como contaba con un centro médico y otro educativo.